# Herluf (Verden)
Herluf (auch Gerolf, † 10. Mai 874) war wahrscheinlich ab 865 bis zu seinem Tod Bischof von Verden.
Für ihn gibt es nur zwei Belege, die aus den Jahren 868 und 873 stammen. 868 nahm er an der Synode von Worms teil, die langwirkende kirchenrechtliche Beschlüsse fasste.
Ein legendärer Bischof von Verden mit dem ähnlichen Namen Erlulf und zwar abweichenden, aber ebenfalls ähnlichen Lebensdaten, soll am 2. Februar 880 nahe Ebstorf in einer Schlacht der christlichen Sachsen gegen eingedrungene Normannen ums Leben gekommen sein.